# Султан Кьосен
 Тази статия е за Султан Кьосен.  За наложницата на османския султан Ахмед I вижте Кьосем Султан.  
Султан Кьосен (на турски: Sultan Kösen) е турски земеделец от кюрдски произход, който държи световния рекорд на „Гинес“ за най-висок жив мъж, извисяващ се на височина от 251 см (8 фута и 2.8инча). Нарежда се на седмо място по височина в човешката история.
Растежът на Кьосен е породен от състоянията гигантизъм и акромегалия, причинени от тумор, засягащ неговата хипофизна жлеза. Поради състоянието си ползва патерици, за да ходи.
През първите дни на 2023 г. местна болница в Гана докладва за значително по-висок ръст от страна на младия Сулемана Абдул Самед (с прякор Авуче), но данните все още не се приемат за правдоподобни, тъй като институцията не разполага с кредитирани мерни прибори. Половин година преди тази дата Самед е измерен от журналисти, като е бил все още с десетина сантиметра под ръста на Султан Кьосен. Неговият гигантизъм обаче е тежък и в активна фаза, поради което е доспутимо да изпревари турчина, макар здравето му да е много застрашено. 

## Биография
Кьосен, турчин от кюрдски произход, е роден в Мардин, град в югоизточна Турция.  Кьосен не успява да завърши образованието си, заради ръста си, а вместо това започва работа като земеделец на непълно работно време. Той описва предимствата от ръста си със способността да вижда от голяма височина и да помага на семейството си в домакинските задължения като сменянето на електронни крушки и закачането на завеси. Изпитва обаче затруднения в намирането на дрехи за краката (126 см/49.61 инча) и ръцете си (дължина на ръкава 97 см/38.19 инча) или обувки, които да паснат (Веднъж е чупил рекорда с дължина от 36.5 см (14.4 инча) за левия и 35.5 см (14.0) за десния крак, а неговите крака са най-дългите при жив човек – 28.5 см (11.2 инча)). Също така изпитва затруднения при влизането в кола с нормален размер.
През 2010 г. Кьосен се подлага на „Гама нож“ лечение за неговия тумор на хипофизата във Вирджинския университет с осигурени медикаменти за контрол на прекомерните нива на растежния хормон. През март 2012 е потвърдено, че лечението проработва.
През октомври 2013 г. Кьосен се жени за сирийката Мерве Дибо, която е с десет години по-малка от него. В интервю той заявява, че най-големият проблем с неговата съпруга е комуникацията, тъй като той говорил турски, а тя арабски. Двойката се развежда през 2021, уповавайки се на езиковата бариера като един от ключовите проблеми. Кьосен се надява да се ожени пак някой ден.
На 13 ноември 2014, като част от световните рекорди на „Гинес“, Кьосен се среща за пръв път най-ниския човек някога, Чандра Бахадур Данги (висок 54.6 см или 1 фут и 9½ инча) на събитие в Лондон.
През 2014 г. Кьосен се присъединява към магическия цирк на Самоа и участва в различни шоута по света.

## Рекорди
На 25 август 2009 тогавашният ръст на Кьосен е записан на височина от 246.4 см (8 фута и 1 инч) в неговата родна страна от Световните рекорди на Гинес, надминавайки бившия рекордьор Бао Ксишун, който е 236.1 см (7 фута и 8 15⁄16 инча). Кьосен също така държи настоящия рекорд за най-големи ръце (27.5 см или 10⅞ инча) и най-големи стъпала (36.5 см или 14⅜ инча за левия и 35.5 см или 14 инча за десния).
На 25 август 2010 г. според Университет „Вирджиния“ ръст от 254.3 см (8 фута 4⅛ инча) е потвърдено от докторите, които заявяват, че това може да е действителната му височина, но е понижена от сколиоза и лоша стойка.
На 9 февруари 2011 г. Кьосен е повторно измерен от Световните рекорди на Гинес на височина от 251 см (8 фута и 2⅞ инча) Те също измерват ръцете му също (28 см или 11 инча), което чупи предишния му рекорд.

## Външни връзки
- Dünyanın en uzun insanı bir Türk – NTV
- Най-високият човек в света
- Кратък клип в Ютюб за най-високите мъже

|  | Тази страница частично или изцяло представлява превод на страницата Sultan Kösen в Уикипедия на английски. Оригиналният текст, както и този превод, са защитени от Лиценза „Криейтив Комънс – Признание – Споделяне на споделеното“, а за съдържание, създадено преди юни 2009 година – от Лиценза за свободна документация на ГНУ. Прегледайте историята на редакциите на оригиналната страница, както и на преводната страница, за да видите списъка на съавторите. ВАЖНО: Този шаблон се отнася единствено до авторските права върху съдържанието на статията. Добавянето му не отменя изискването да се посочват конкретни източници на твърденията, които да бъдат благонадеждни. |